# Vojni muzej Solkan 1915-1917
Vojni muzej Solkan 1915-1917 je zasebni muzej v Solkanu, ki je odprt za javnost.

## Ustanovitev muzeja
Zanimanje nad ostalinami soške fronte, ki so se v vojnih letih 1915-1917 nakopičile v Posočju, se je na domu Boltarjevih rodilo pred približno tremi desetletji. Na enem od turnih smučanj v krnskem pogorju je Jordan Boltar po naključju naletel na ostanke puške, pištole in avstro-ogrske mačete. Ker se mu je slednja zdela zanimiva, jo je odnesel domov in jo na domačem podstrešju hranil do leta 1994, ko je nanjo naletel sin Rok, kateremu je nepričakovana najdba vzbudila radovednost in zanimanje. Začel je sistematično zbirati ostaline in prebirati ustrezne tovrstne knjige, a na številnih izletih v gore so se nenehno vrstila nova odkritja. Ker je bilo očitno, da bo najdb še veliko več, se mu je porodila zamisel o ureditvi zasebne zbirke, ki ne bi bila zaprtega tipa in namenjena zbiralcem, temveč bi bila javnosti odprta za oglede in bi kot taka pričevala in opominjala na tragiko prve svetovne vojne.

## Lokacija muzeja
Zbirka je predstavljena v kletnih prostorih stanovanjske hiše družine Boltarjevih v Solkanu.

### Muzejska zbirka
Muzejska zbirka je urejena je po sklopih, glede na namen in pomen razstavljenih predmetov, na površini 55 m2. Predstavljenih je več kot 3000 militarij avstro-ogrske in italijanske vojske.

### Druge naloge in delovanje
Dodatne dejavnosti Vojnega muzej Solkan so:
- proučevanje in ohranjanje zapuščine prve svetovne vojne
- zbiranje, evidentiranje, vzdrževanje in hranjenje predmetov
- fotografiranje prizorišč prve svetovne vojne
- vodenje po zasebni zbirki
- vodenje po prizoriščih soške fronte

Muzej s Turističnim društvom Solkan sodeluje tudi pri vodenih ogledih Solkana.

### Prenove
V prvih 15ih letih delovanja se je Vojni muzej Solkan prelevil v zelo obsežno in bogato zbirko predmetov, najdenih na soški fronti. Ob 15 letnici delovanja je bila sprejeta odločitev o  ureditvi pregledne in uporabne spletne strani za vse, ki jih ta tematika zanima, posebej pa še za obiskovalce. Namen strani je tudi splošno informiranje v zvezi s prvo svetovno vojno, pa tudi obveščanje o prihodnjih dogodkih v muzeju, o sejmih zbirateljih militarij, strokovnih srečanjih, gostih ipd.